# Sotholms härads hembygdsgård

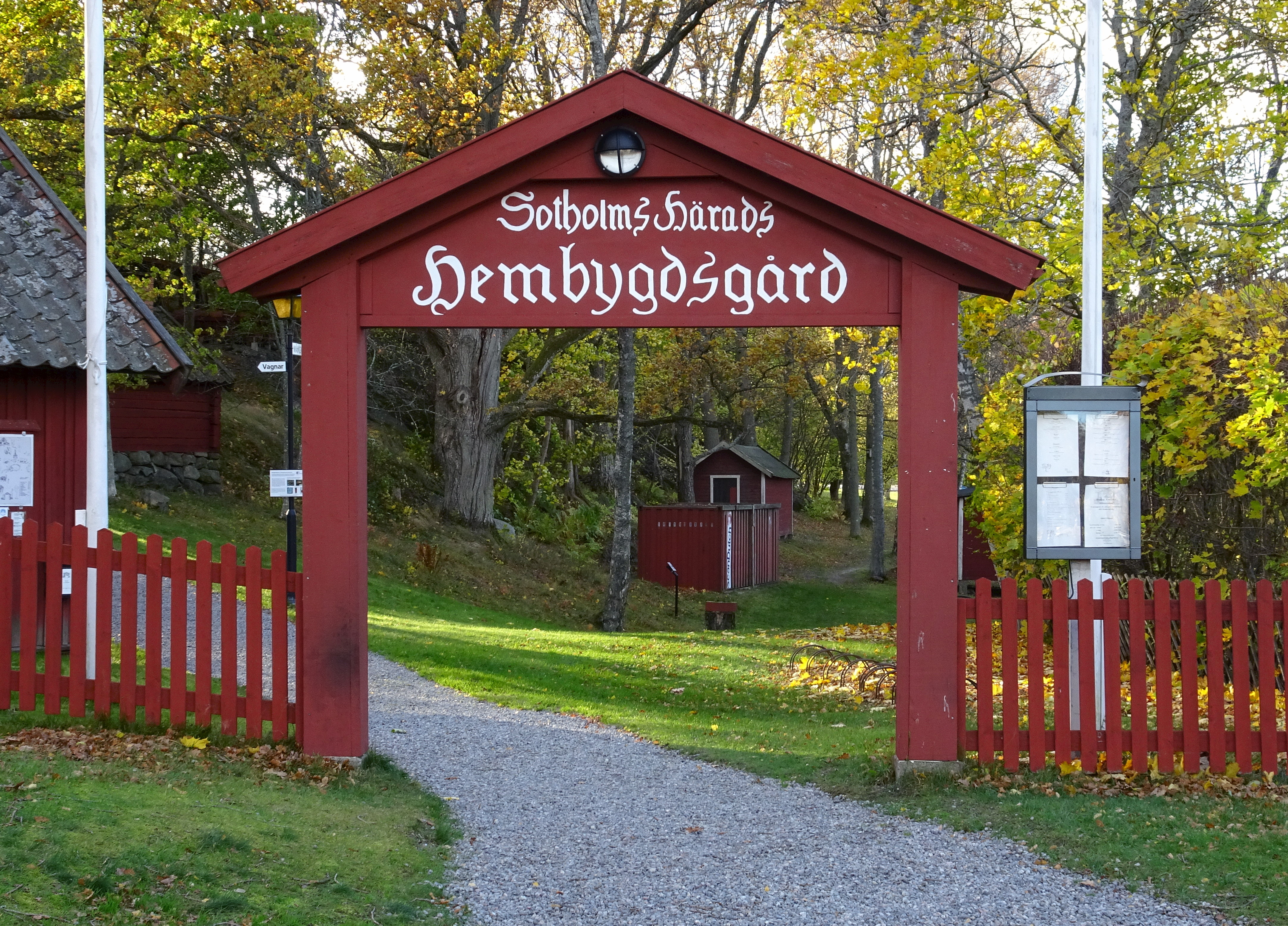
Hembygdsgårdens entré

Sotholms Härads Hembygdsgård (eller Nynäshamns hembygdsgård) är en hembygdsgård i Nynäshamn, Nynäshamns kommun, Stockholms län. Gården ligger vid Luddes Gränd 2 och drivs av Nynäshamns hembygdsförening.

## Föreningens historia

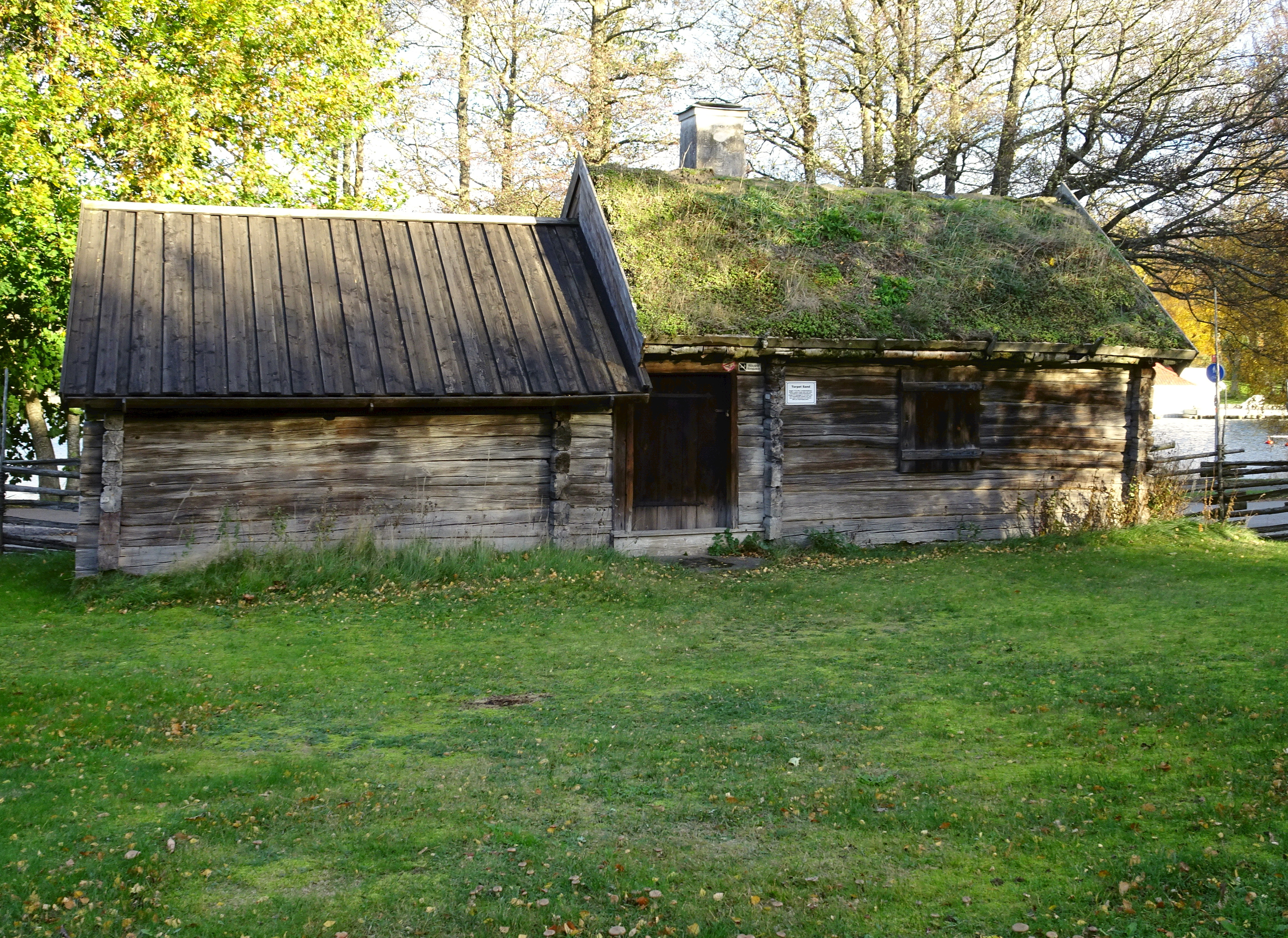
Luddes stuga från 1719, Nynäshamns äldsta, bevarade bostadshus

Sotholms Härads Hembygdsförening bildades 1931 och man bestämde att dess säte skulle vara Nynäshamn. Initiativtagare var Viktor Pettersson (1874–1951), folklivsskildrare på Södertörn och författare till skrifterna Folklivsskildringar från Ösmo och Sägner och minnen från Södertörnsbygden. 1933 donerade han ett 50-tal bruksföremål som han själv hade samlat ihop. Gåvan blev grundplåten kring vilken föreningen under följande år byggde upp ett museum.

## Hembygdsgårdens byggnader
År 1934 förvärvade föreningen en tomt vid Fagerviken. Här fanns fiskartorpet Sand från 1719 (en gång under Nynäs gård) som kom att bli hembygdsgårdens första historiska hus. Torpet är idag Nynäshamns äldsta bevarade bostadshus. Byggnaden kallas Luddes stuga efter siste hyresgästen, Ludvig Samuelsson, som bodde här fram till 1935. 
Den så kallade Trollstastugan flyttades hit 1935 och en visthusbod från Sorunda 1939. Därefter har byggnadsbeståndet utökats kontinuerligt och omfattar idag elva byggnader och en festplats. Bland byggnaderna märks en smedja från 1899, ett lusthus från 1771, fyren Östra Röko från 1908, ett sädesmagasin från torpet Backlura och en linbastu från 1850-talet samt en restaurangbyggnad invigd 1943 (idag restaurang Hembygdsgården).

### Gula Villan
År 1991 tillkom Gula Villan, en nationalromantisk jugendvilla från 1908. Fastigheten är belägen på en tomt i direkt anslutning till hembygdsgårdens festplats. Gula villan ritades som sommarhus för en privatperson av arkitekt Karl Güettler som vid den tiden hade sitt kontor i Nynäshamn. Han gestaltade många sommarvillor i staden och kom att spela en framträdande roll i den allmogeromantiska arkitekturvågen som infann sig sekelskiftet 1900. Han stod även för Nynäs havsbads byggnader från samma tid. Byggnaden nyttjas av Hembygdsföreningen för samlingar som ej kan förvaras i kallförråd samt för föreningsverksamhet och olika arrangemang.

Gula Villan
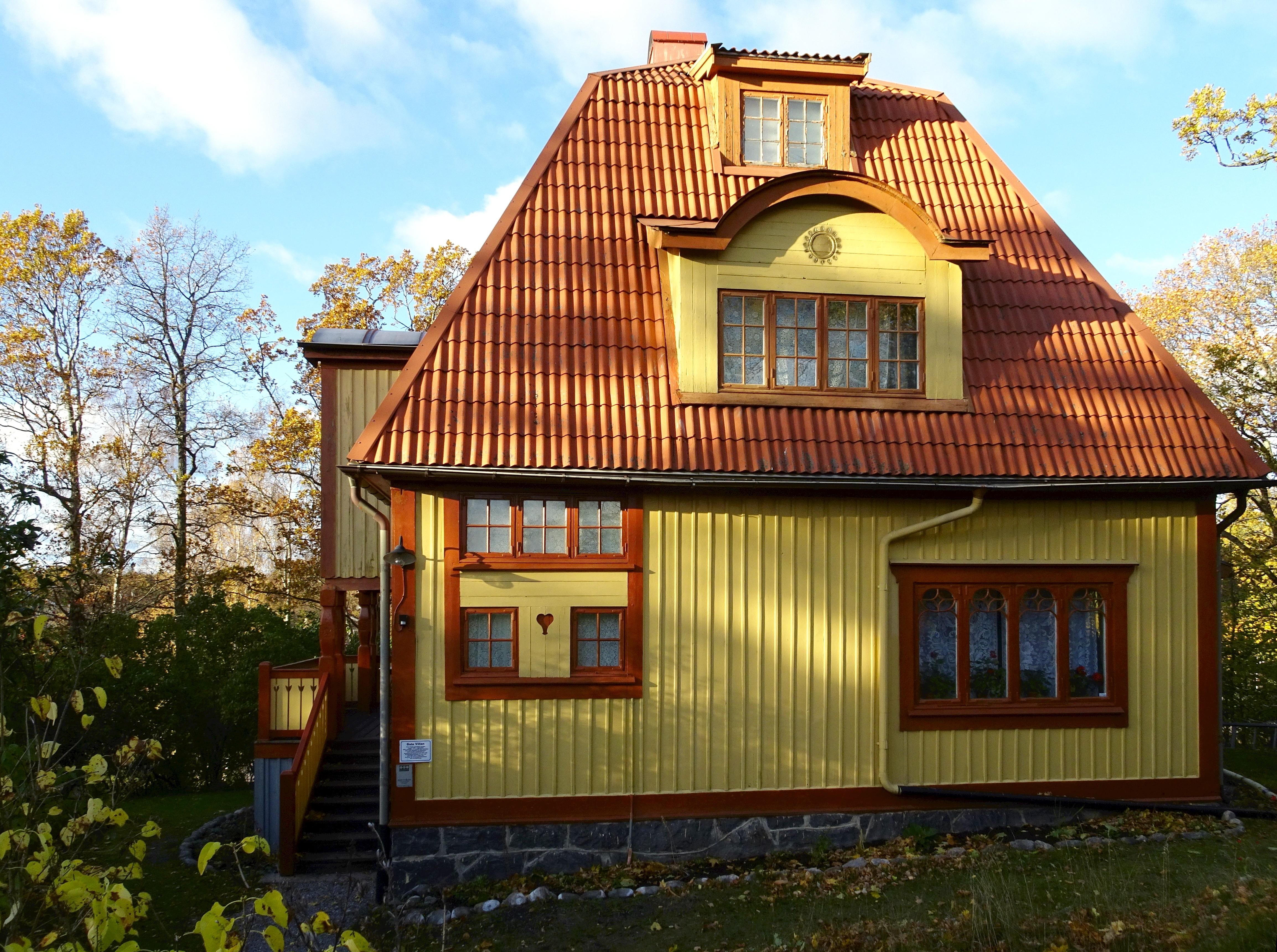
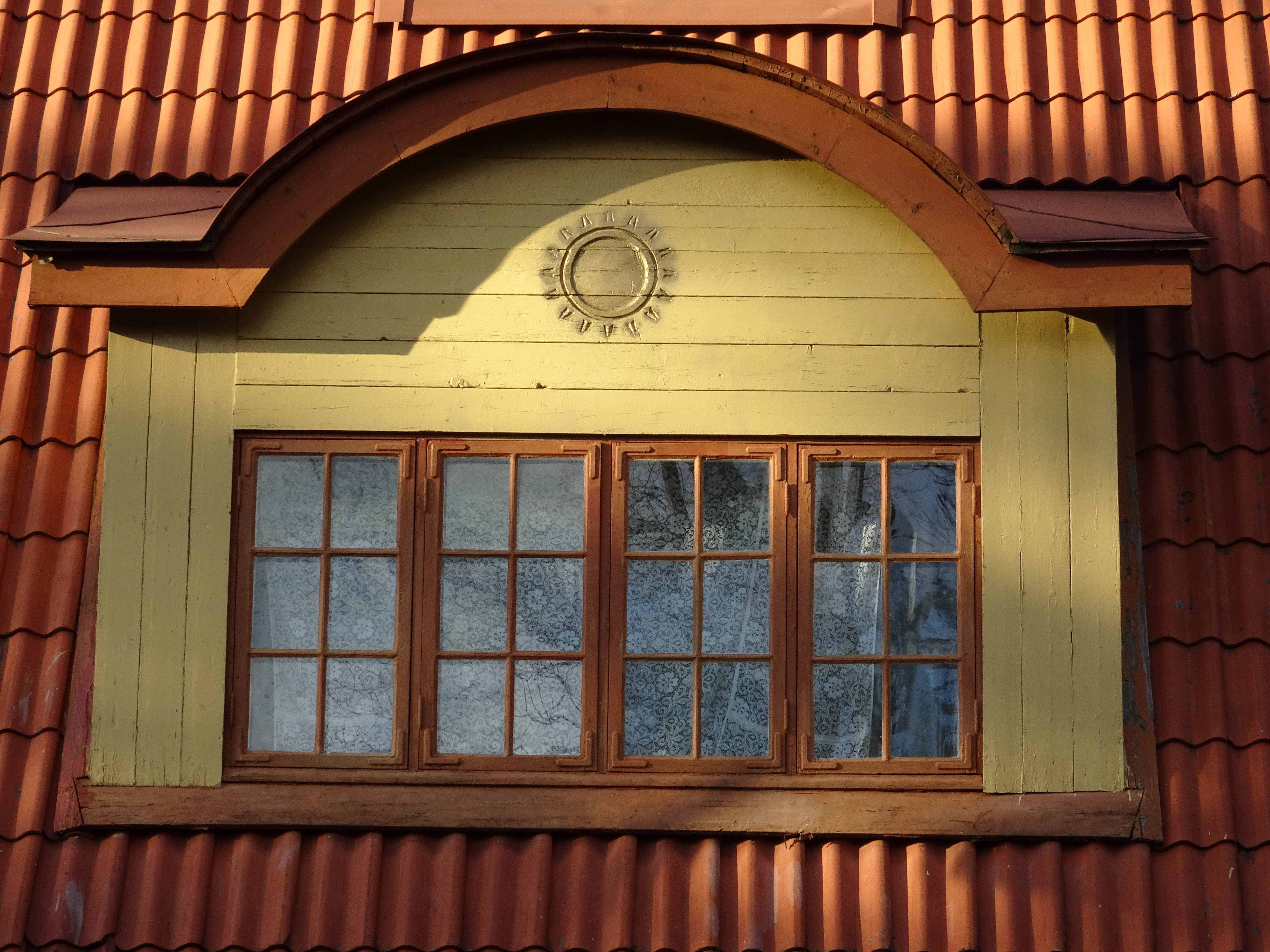
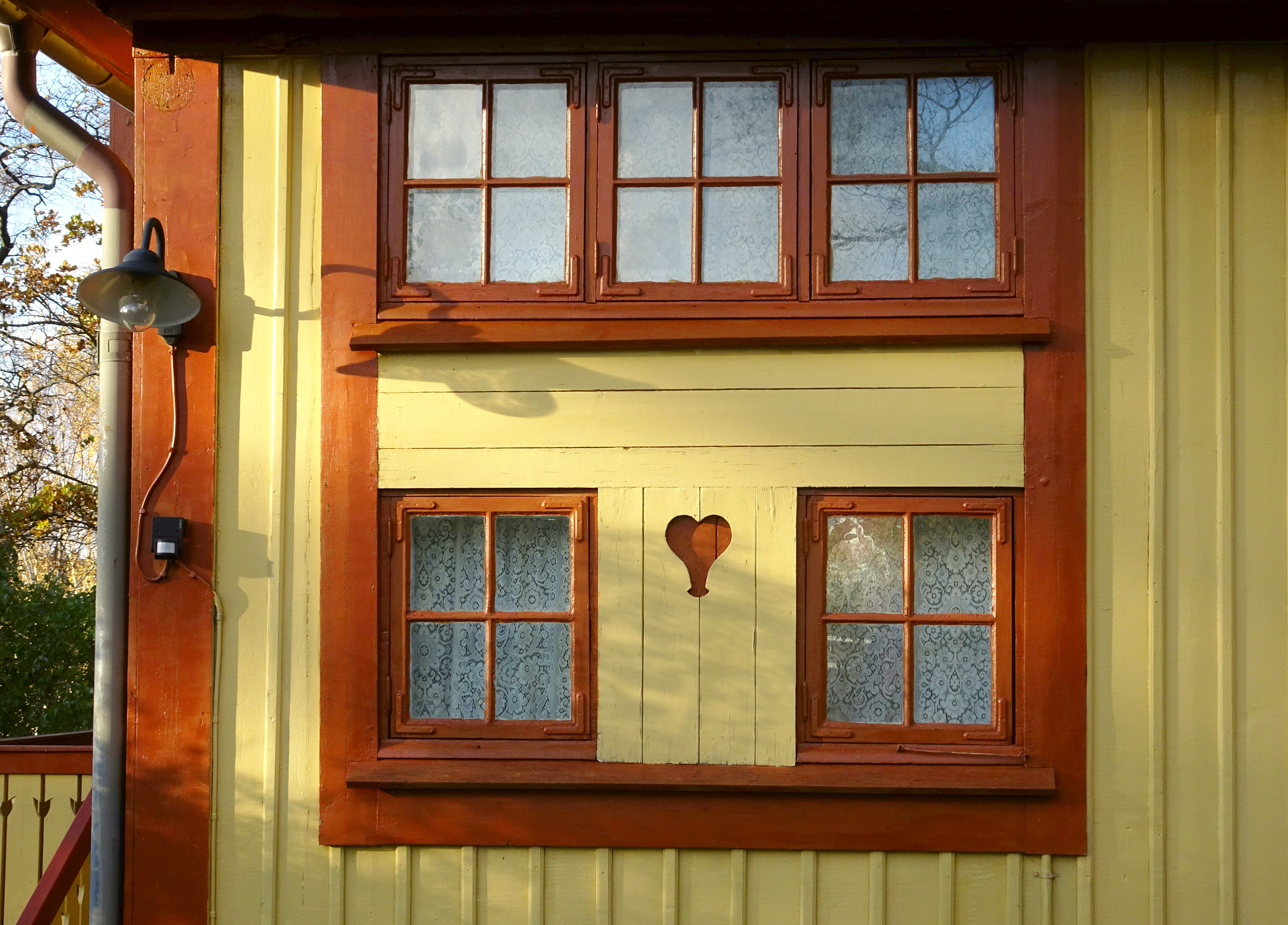
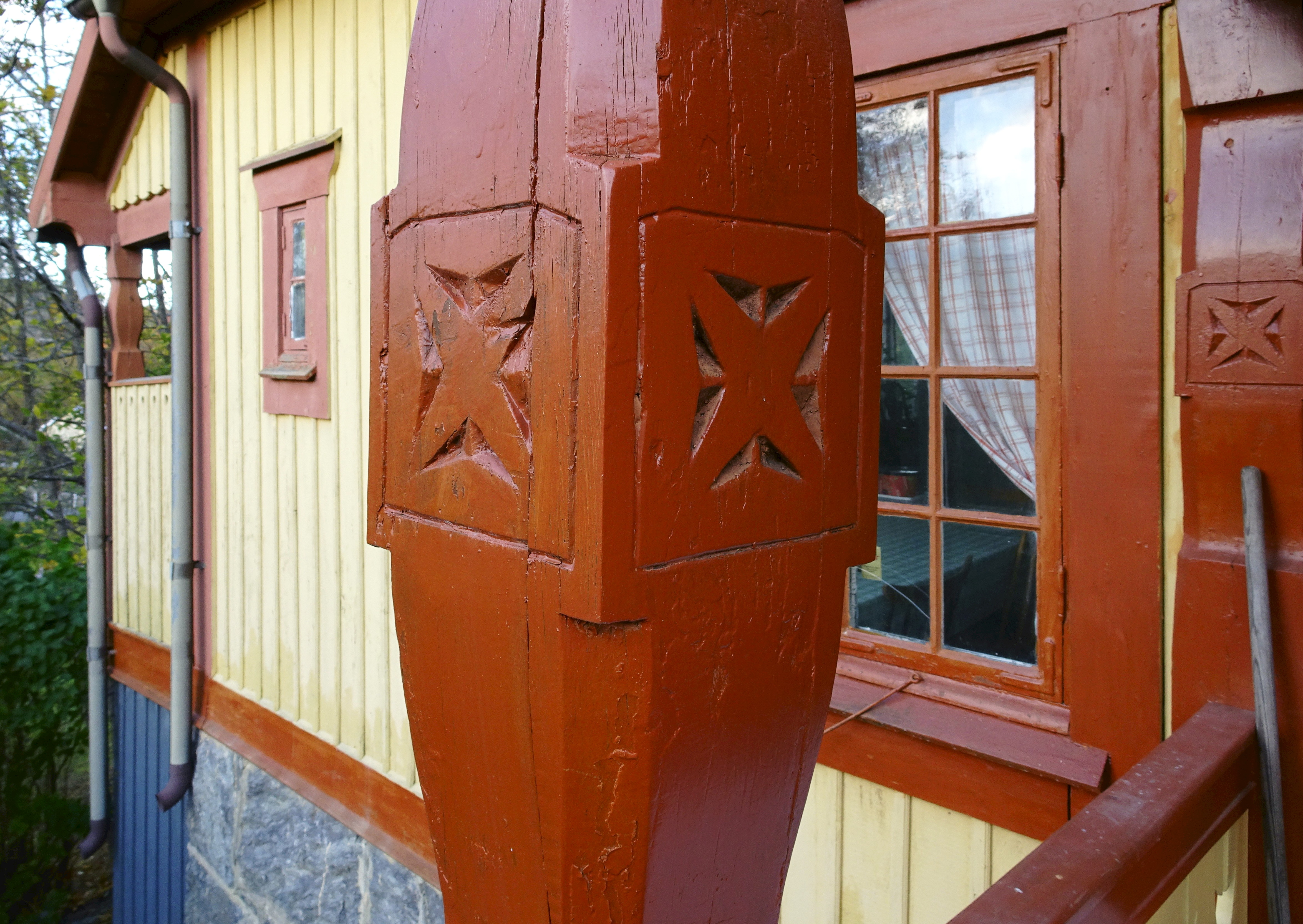

## Verksamhet
Föreningen arbetar med komplettering av föremålssamlingar, arkivering av handlingar och fotografier som berör samhället Nynäshamn. Syftet är att därigenom dokumentera hemtraktens utveckling genom tiden för kommande generationer. Hembygdsgårdens byggnader är öppna för allmänheten på söndagar under sommaren samt vid årligen återkommande arrangemang som midsommarfest, hembygdsdag och julmarknad. Området är tillgängligt året runt.

Övriga byggnader (urval)
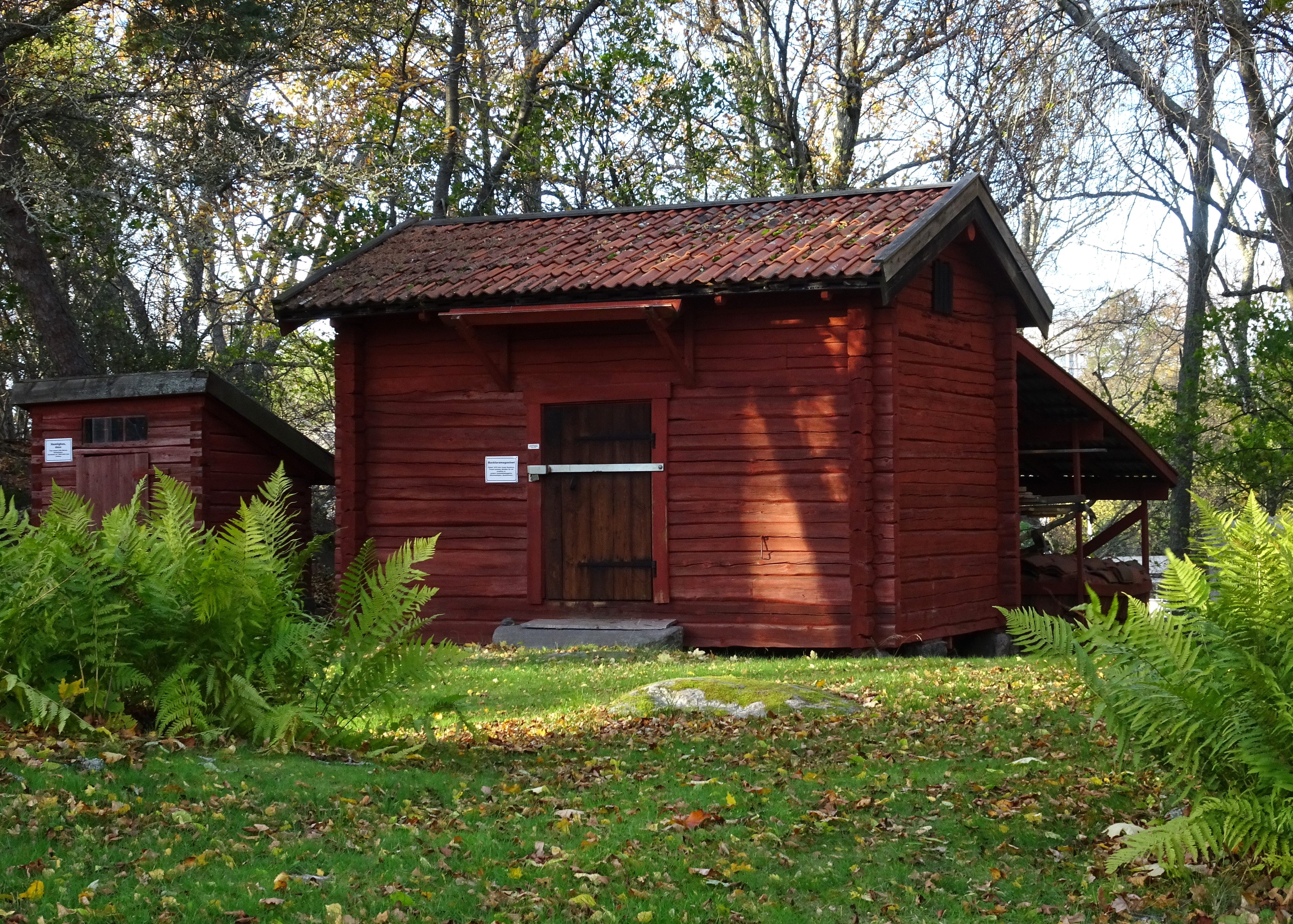
Bod och sädesmagasin från torpet Backlura
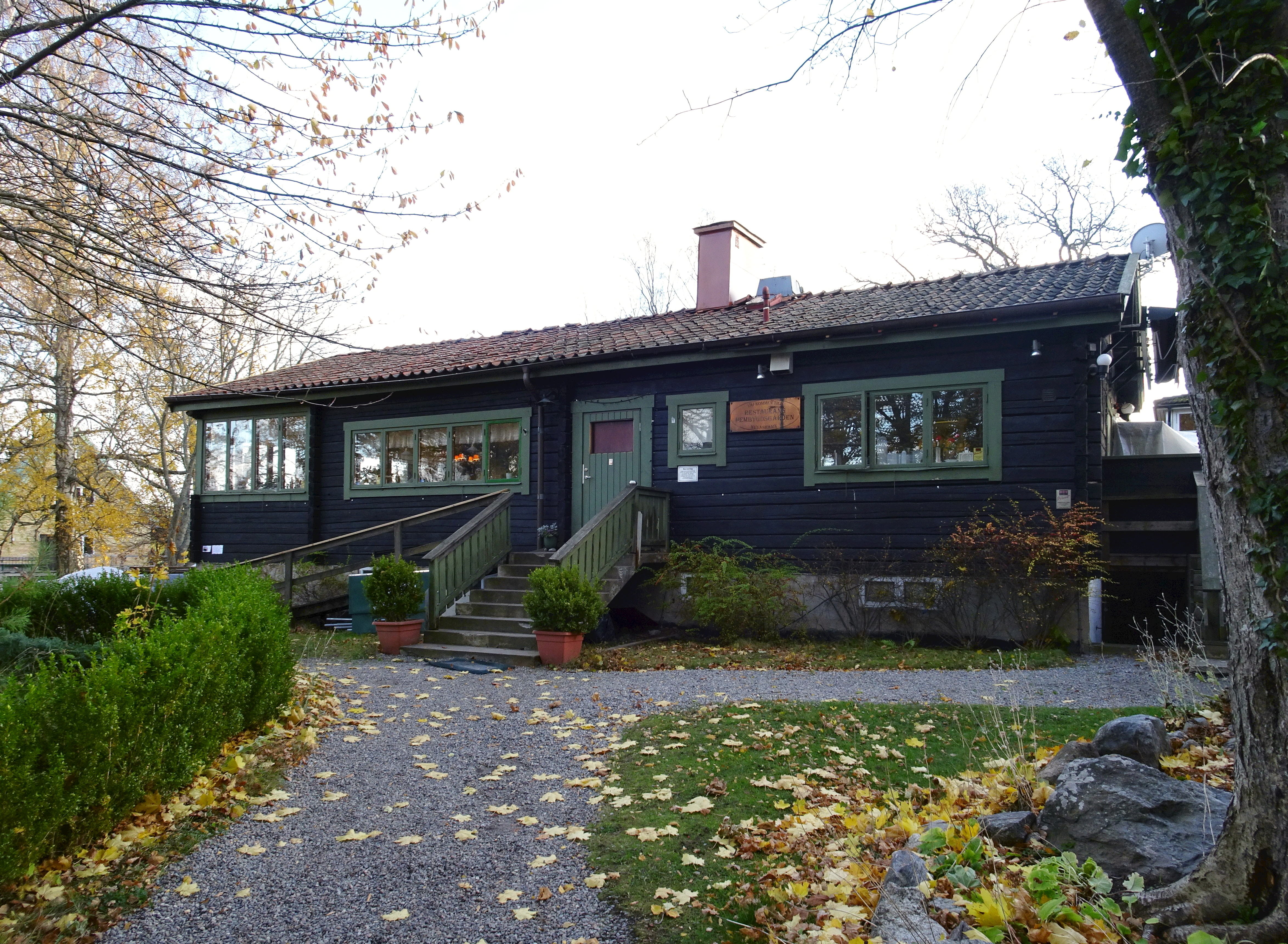
Restaurangen Hembygdsgården
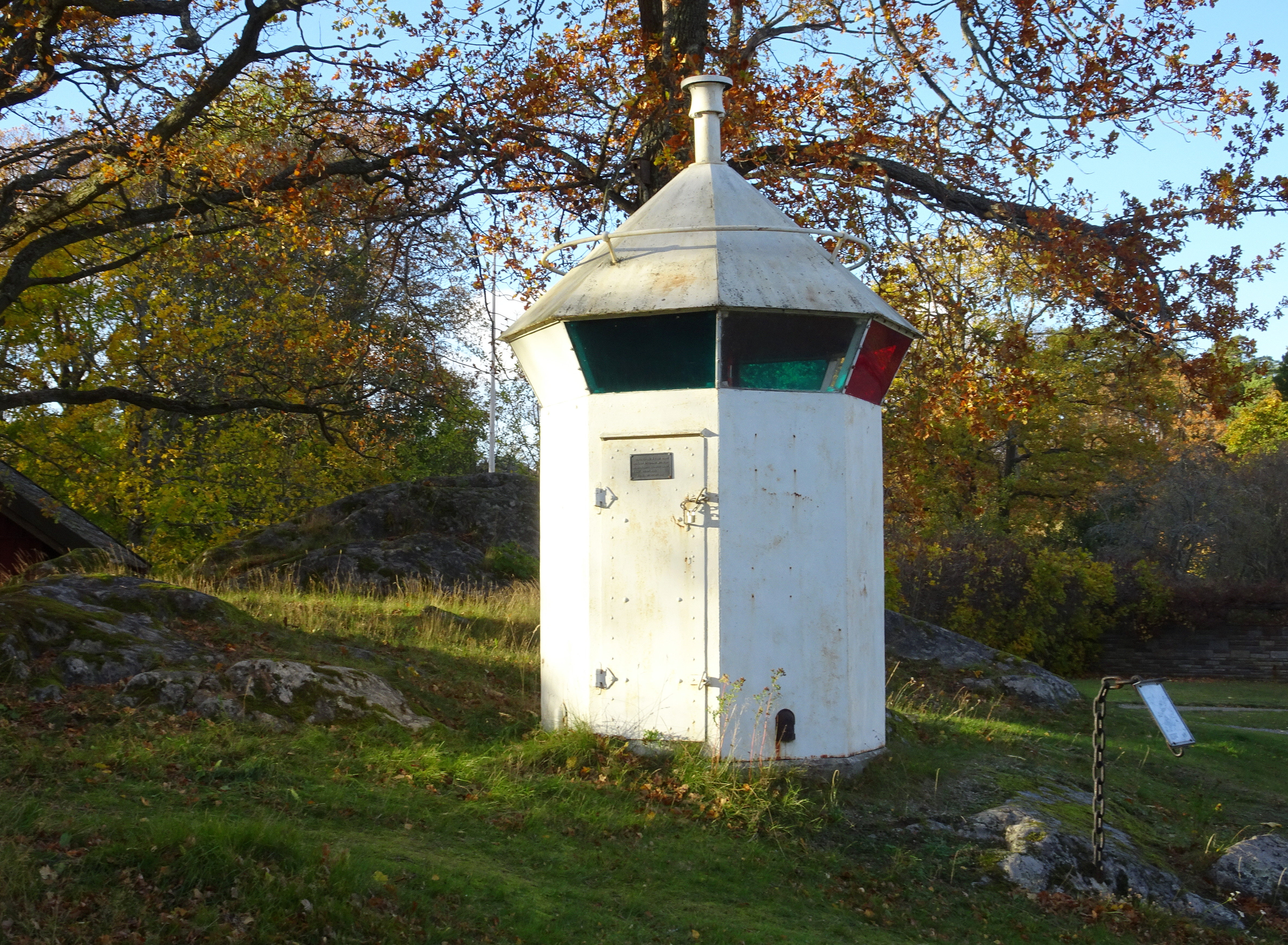
Östra Röko fyr
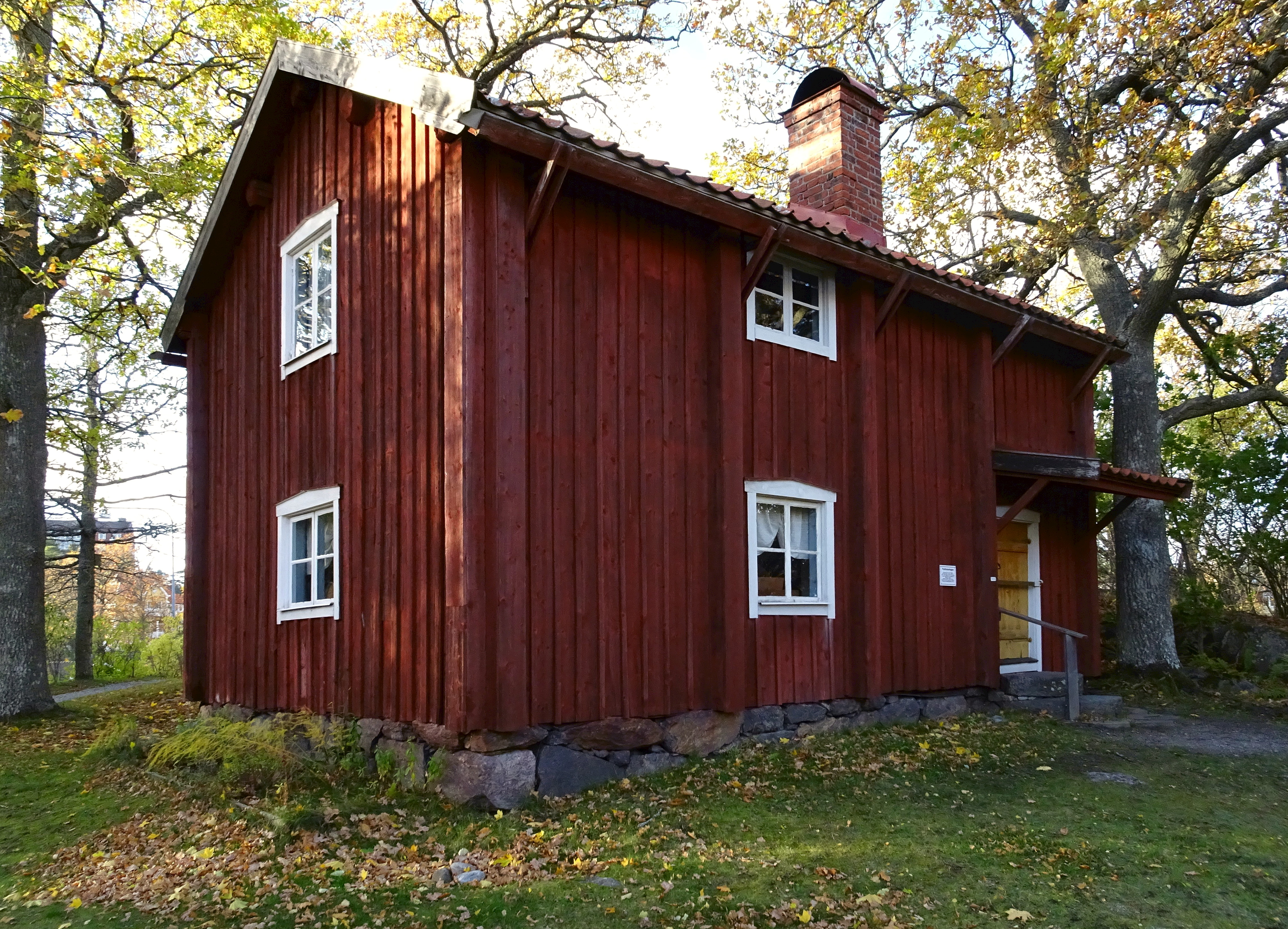
Trollstastugan